# Ryder (Band)
Ryder, war eine kurzlebige britische Band, die für eine Teilnahme am Eurovision Song Contest geformt wurde.

## Werdegang
Nachdem Ryder die britische Vorentscheidung mit Runner in the Night (zu dt.: Läufer in der Nacht) gewonnen hatten, durften sie das Vereinigte Königreich beim Eurovision Song Contest 1986 vertreten, wo sie den siebten Platz belegten.
Die Mitglieder waren Maynard Williams, Dudley Phillips, Paul Robertson, Andy Ebsworth, Geoff Leach und Rob Terry.